# 宮瀬尚也
宮瀬 尚也（みやせ なおや、1997年12月6日 - ）は、日本の男性声優。埼玉県川越市出身。ケンユウオフィス準所属。

## 略歴
小学生の頃は自由帳に絵を描いていた。その頃は、異世界といったファンタジーの世界に行きたいという気持ちがあったと語り、その時の気持ちが、現在の自分に繋がっているという。小学5年生くらいには、学校の行事で観に行っていたミュージカルに憧れていた。しかし歌やダンスはできる気がしなかったため、他に役者関係の仕事を調べていたところ、職業としての声優を見つける。その頃に深夜アニメを見始め、テレビアニメ『灼眼のシャナ』を観て「この世界に入りたい！」と強烈に思ったという。
日本工学院専門学校卒業。
ケンユウオフィス所属後、『声優ケンユウ倶楽部』にて番組期間限定アシスタントおよび司会を務めた。
2023年放送の『夢見る男子は現実主義者』の佐城渉役でアニメ初主演。

## 人物
姉がいる。
趣味として散歩とゲーム、特技として陸上競技をそれぞれ挙げている。
『フットサルボーイズ!!!!!』で共演した山本智哉とはプライベートでも仲が良い。

## 出演
太字はメインキャラクター。

### テレビアニメ
2018年
- ドラえもん（テレビ朝日版第2期）（2018年 - 2023年、青年たち、学生、ラーメン屋さん）

2019年
- この音とまれ!（男子生徒）
- KING OF PRISM by PrettyRhythm（レヴォントゥレット・ニッカネン）

2020年
- うちタマ?! 〜うちのタマ知りませんか?〜（チンピラ〈ねこ〉）
- LISTENERS リスナーズ（ノームの国の住人）
- 彼女、お借りします（ナンパ男、麻美の弟）
- ブラッククローバー（カイト）

2021年
- 怪病医ラムネ（スタッフ、男子）
- マブラヴ オルタネイティヴ（オペレーターB）

2022年
- フットサルボーイズ!!!!!（京極聖）
- ハコヅメ〜交番女子の逆襲〜（ユカリの息子）

2023年
- 夢見る男子は現実主義者（佐城渉）
- 進撃の巨人（少年） - 2シリーズ
- 【推しの子】（子役事務所マネージャー）
- AIの遺電子（野崎ダイスケ）
- BEYBLADE X（2023年 - 2025年、スザキ）
- 私の推しは悪役令嬢。（ランバート＝オルソー）
- ポーション頼みで生き延びます!（オーギュスタン）

2024年
- 戦隊大失格（緋村仁）
- この素晴らしい世界に祝福を!3（冒険者）

2025年
- マジック・メイカー 〜異世界魔法の作り方〜（コール）
- 想星のアクエリオン Myth of Emotions（生徒、司祭候補、仮面）
- アン・シャーリー（ギルバート・ブライス）
- ヴィジランテ-僕のヒーローアカデミア ILLEGALS-（学生）
- ボールパークでつかまえて!（橋本）
- 水属性の魔法使い（エト）
- ぷにるはかわいいスライム（生徒）
- 気絶勇者と暗殺姫（店員）
- 帝乃三姉妹は案外、チョロい。（巌山高校空手部部員）

### 劇場アニメ
- 劇場版 SHIROBAKO（2020年、戦闘員D）
- ブルーサーマル（2022年、男子高校生[12]）
- KING OF PRISM-Your Endless Call-み〜んなきらめけ!プリズム☆ツアーズ（2025年、レヴォントゥレット・ニッカネン）

### Webアニメ
- Plott（2019年 - ）[13]
  - 混血のカレコレ（カゲチヨ、シディ <初代> 他）[14] - 他7作品[一覧 2]
- 爆丸アーマードアライアンス（2020年、隊員）

### ゲーム
2018年
- KING OF PRISM プリズムラッシュ!LIVE（2018年、レヴォントゥレット・ニッカネン）

2019年
- ドラゴンクエストXI 過ぎ去りし時を求めて S（2019年）

2020年
- サンクタス戦記-GYEE-（チャン、キディ）
- 龍が如く7 光と闇の行方
- デュエル・マスターズ プレイス（命運の伝道師ラミエル、血風神官フンヌー、西南の超人、爆神兵ザルメス）

2021年
- タロット男子 ～22人の見習い占い師～（ホープ・ハングドマン）
- フットサルボーイズ!!!!! ハイファイリーグ（京極聖）

2022年
- グリムグリモア OnceMore（バディド・バランタイン）
- 魔法使いの夜

2023年
- ホグワーツ・レガシー（アーサー・ブラムリー、ダンカン・ホブハウス）
- ポケモンマスターズEX
- ヘブンバーンズレッド（2023年 - 2024年、ドーム住民1、警察）

2024年
- FOAMSTARS（ケイオス・エンダー）
- 東京ディバンカー（殊玉善治）
- カルドアンシェル（グレイ・グラファイト、零崎シンヤ、レオ）

2025年
- モンスターハンターワイルズ

### BLCD
- 好きになんかなってたまるか（日坂俊介）
- 性と体と恋の反作用

### デジタルコミック
- ヒモ、拾いました。（2021年、木瀬アキラ）[24]
- 僕だけのα（2022年、高坂、男子生徒B）[25]

### 吹き替え

#### 映画
- 雨とあなたの物語
- キャッツ[26]
- ビート -心を解き放て-（英語版）
- プロジェクトV（2021年、コンドル〈ジュー・ジャンティン〉[27]）
- ビーキーパー（2025年、デレク・ダンフォース〈ジョシュ・ハッチャーソン〉[28]）
- ミッキー17（2025年、マシュー[29]）

#### ドラマ
- 今、私たちの学校は…（2022年、キム・チョルス〈アン・ジホ〉[30]）
- アストリッドとラファエル2 文書係の事件録（2023年、テオ〈ティミ＝ジョイ・マルボー〉）
- デックスの恐竜図鑑（2024年、〈ジェイソン・スペヴァック〉）
- オーレ殺人事件（アントン・ラングレン〈シャーリー・グスタフソン〉）

#### テレビ番組
- フリンチ: 怯んだら負け!（英語版）（アーロン）

#### アニメ
- キャプテン・プードル（フレディ[31]）
- シャーウッド（英語版）（イニコ[32]〈タイラー・ポージー〉）
- ピンキー・マリンキー（英語版）（フレディー）
- ラスト・キッズ・オン・アース（英語版）（ジャック〈ニック・ウォルフハード〉[33][34]）
- キャッチ!ティニピン（ガタピン）
- 百妖譜（張〈青年〉）
- Oops!フェアリーペアレンツ: ピカピカの願い（デヴ）

### ラジオ
- 月刊 新・男前通信8月号〜月刊 宮瀬尚也（2023年、文化放送モバイルplus）
- TVアニメ『夢見る男子は現実主義者』夢見る?現実放送部!（2023年、音泉）
- ラジオダブルディア シーズン9（2023年、ラジ友）

### テレビ番組
- 奇跡体験!アンビリバボー（ナレーター）（フジテレビ）
- 天才てれびくんhello,（オリオン）

### その他コンテンツ
- おじさんがなぜか可愛い。1巻発売記念PV（2023年、浅木[35]）

## ディスコグラフィ

### キャラクターソング
| 発売日         | 商品名                                           | 歌 | 楽曲                                      | 備考                                                     |
| -------------- | ------------------------------------------------ | --- | ----------------------------------------- | -------------------------------------------------------- |
| 2021年1月8日   | KING OF PRISM BEST ALBUM "Music Goes On!"        | レヴォントゥレット・ニッカネン（宮瀬尚也）                                                                                         | 「Want To Touch」                         | ゲーム『KING OF PRISM プリズムラッシュ！LIVE』関連曲     |
| 2021年1月8日   | KING OF PRISM BEST ALBUM "Music Goes On!"        | 一条シン（寺島惇太）、天下左京（福西勝也）、天下右京（猪股慧士）、レヴォントゥレット・ニッカネン（宮瀬尚也）                       | 「煌めきの彼方へ 〜エーデルローズ校歌〜」 | ゲーム『KING OF PRISM プリズムラッシュ！LIVE』関連曲     |
| 2022年2月9日   | フットサルボーイズ!!!!! プレイヤーソングアルバム | フットサルボーイズ!!! | 「Higher Goals」                          | ゲーム『フットサルボーイズ!!!!! ハイファイリーグ』主題歌 |
| 2022年2月9日   | フットサルボーイズ!!!!! プレイヤーソングアルバム | 樫良木ルイ（峯田大夢）、結城心（新井雄也）、久我巧生（村上聡）、花山院快斗（馬場惇平）、京極聖（宮瀬尚也）、二葉ともえ（山本智哉） | 「Grab for victory」                      | 『フットサルボーイズ!!!!!』関連曲                        |
| 2023年10月26日 | ブルーダイアリー(cover)                          | カゲチヨ(宮瀬尚也) | 「ブルーダイアリーfeat.カゲチヨ」         | YouTubeアニメ『混血のカレコレ』関連曲                    |
| 2023年11月20日 | ノスフェラトゥ                                   | カゲチヨ(宮瀬尚也) | 「ノスフェラトゥ」                        | YouTubeアニメ『混血のカレコレ』関連曲                    |

### シリーズ一覧
1. ↑  The Final Season 完結編（前編）（2023年）、The Final Season 完結編（後編）（2023年）
2. ↑  『テイコウペンギン』、『全力回避フラグちゃん!』 、『秘密結社ヤルミナティー』 、『円満解決!閻魔ちゃん』、『ブラックチャンネル 』、『太鼓の達人アニメば〜じょん！』、『P!eceぴーす【公式】』

### 初出話一覧
1. ↑  第1話初出
2. ↑  第4話初出
3. 1 2  第5話初出
4. 1 2 3 4  第7話初出
5. ↑  第8話初出
6. ↑  第9話初出
7. 1 2 3  第3話初出
8. ↑  第15話初出

### ユニットメンバー
1. ↑  大和晴（高良崚太）、榊星一郎（石森周斗）、月丘柊依（吉原康平）、幸永椿貴（山口諒太郎）、南雲竜（古田一紀）、天門泰雅（坂井易直）、樫良木ルイ（峯田大夢）、結城心（新井雄也）、久我巧生（村上聡）、花山院快斗（馬場惇平）、京極聖（宮瀬尚也）、二葉ともえ（山本智哉）、昂守希（佐久間貴生）、十河夏輝（千葉瑞己）、相庭京介（浦和希）、花村理央（多田啓太）、鞍馬雪丸（上村源）、桐生蓮（TAKA）、白河瞬（岡延明）、橘藤吾（大海将一郎）、今園彩人（森永彩斗）、水無瀬亜佐（菊池勇成）、秋月奏夜（津田拓也）、朝比奈碧（奥山敬人）、天王寺刻成（川島慶嗣）、世良龍太朗（下川草介）、水無瀬涼佑（石井孝英）、ガルシア・エミリオ（小塚亮輔）、蓮美朔（木津つばさ）